# Frank Brophy
Frank Brophy, né le 9 août 1900 à Québec (Canada) et mort le 29 juin 1930 à Québec, est un joueur canadien de hockey sur glace. Il évoluait au poste de gardien de but.

## Carrière
Dès l’âge de 15 ans, Brophy joue avec les Crescents de Québec, un club senior évoluant dans la Ligue de la cité de Québec. De 1917 à 1919, il s’expatrie à Montréal pour y garder les buts de quelques clubs de la ligue de la cité de Montréal. Puis, le 25 novembre 1919, il signe son premier et dernier contrat de la Ligue nationale de hockey avec l’équipe de sa ville natale, les Bulldogs de Québec en tant qu'agent libre. Âgé de 19 ans, le jeune Brophy s'aligne au sein d'une équipe en reconstruction, les Bulldogs ayant en effet manqué les deux premières saisons de la LNH. Le 4 février 1920, contre Ottawa, il reçoit un puissant tir à la poitrine. Sur l'impact, une veine est coupée et il doit quitter le match. Cette blessure est la deuxième de la saison qu'il subit après un coup de lame de patin au visage plus tôt dans la saison. 
Brophy concède 16 buts aux Canadiens de Montréal le 3 mars 1920 au cours d'une défaite historique 16-3. Blessé à un tendon de la cuisse, il ne termine pas la saison avec les Bulldgos. Finalement, il joue dans 21 des 24 parties de son club, ne remportant que 3 victoires et subissant 18 défaites, pour une moyenne de 7,11 buts alloués par partie. 
Les Bulldogs sont transférés à Hamilton pour la saison suivante et Brophy demeure à Québec où il joue encore une saison dans la Ligue de la cité. Après sa retraite, il devient propriétaire d'une librairie, le Cambridge Book Store situé sur la rue Buade. Il continue tout de même à s’intéresser de façon active au hockey amateur et est élu à la présidence de l'Eastern Canada Hockey Association, une ligue de hockey amateur aussi connue sous le nom de Ligue provinciale. Le matin du 29 juin 1930, les frères de Brophy le découvrent mort dans son lit, probablement victime d’un infarctus.  

## Statistiques
| Saison    | Équipe                | Ligue |    | Saison régulière | Saison régulière | Saison régulière | Saison régulière | Saison régulière | Saison régulière | Saison régulière | Saison régulière | Saison régulière |   | Séries éliminatoires | Séries éliminatoires | Séries éliminatoires | Séries éliminatoires | Séries éliminatoires | Séries éliminatoires | Séries éliminatoires | Séries éliminatoires | Séries éliminatoires |
| Saison    | Équipe                | Ligue | PJ | V                | D                | Min              | BC               | Moy              | % Arr            | Bl               | Pun              | PJ               | V | D                    | Min                  | BC                   | Moy                  | % Arr                | Bl                   | Pun                  |                      |                      |
| 1914-1915 | Crescents de Québec   | QCHL  |    |                  |                  |                  |                  |                  |                  |                  |                  |                  |   |                      |                      |                      |                      |                      |                      |                      |                      |                      |
| 1915-1916 | Crescents de Québec   | QCHL  |    |                  |                  |                  |                  |                  |                  |                  |                  |                  |   |                      |                      |                      |                      |                      |                      |                      |                      |                      |
| 1916-1917 | St. Pats de Québec    | QCHL  | 5  | 2                | 3                | 0                | 300              | 19               | 3,8              | 0                |                  |                  |   |                      |                      |                      |                      |                      |                      |                      |                      |                      |
| 1917-1918 | St. Ann's Montréal    | MCHL  | 9  | 6                | 2                | 1                | 540              | 19               | 2,11             | 2                |                  | 2                | 1 | 1                    | 0                    | 120                  | 5                    | 2,5                  | 0                    |                      |                      |                      |
| 1917-1918 | Westmount de Montréal | MCHL  |    |                  |                  |                  |                  |                  |                  |                  |                  |                  |   |                      |                      |                      |                      |                      |                      |                      |                      |                      |
| 1918-1919 | Vickers de Montréal   | MCHL  | 10 | 9                | 0                | 1                |                  |                  | 2,4              | 1                |                  |                  |   |                      |                      |                      |                      |                      |                      |                      |                      |                      |
| 1919-1920 | Bulldogs de Québec    | LNH   | 21 | 3                | 18               | 0                | 1 249            | 148              | 7,11             | 0                |                  |                  |   |                      |                      |                      |                      |                      |                      |                      |                      |                      |
| 1919-1920 | Crescents de Québec   | QCHL  | 1  | 1                | 0                | 0                | 60               | 2                | 2                | 0                |                  |                  |   |                      |                      |                      |                      |                      |                      |                      |                      |                      |
| 1920-1921 | Telegraph de Québec   | QCHL  |    |                  |                  |                  |                  |                  |                  |                  |                  |                  |   |                      |                      |                      |                      |                      |                      |                      |                      |                      |